# Освіта у Білій Церкві
У місті Біла Церква Київської області діє розгалужена система навчальних закладів дошкільної, шкільної і вищої освіти.

## Загальна середня освіта

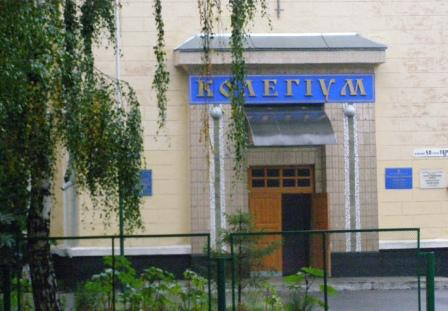
Білоцерківський колегіум

Загальна середня освіта у місті Біла Церква представлена 26 загальноосвітніми навчальними закладами: колегіумом, ліцеєм, двома гімназіями, чотирма спеціалізованими загальноосвітніми школами, тринадцятьма загальноосвітніми школами І-ІІІ ступенів, однією школою І ступеня, спеціальною загальноосвітньою школою, двома навчально-виховними комплексами та одним приватним навчально-виховним комплексом. У цих закладах у 2017/2018 навчальному році навчалося 19 800 учнів.
Крім того у місті функціонують дві вечірні (змінні) загальноосвітні школи № 1 та 2.
Мережа закладів системи загальної середньої освіти формується з урахуванням національного складу територіальної громади та освітніх запитів мешканців міста. Навчання українською мовою проводиться у 25 закладах. У школі № 7 — двомовне навчання, для частини учнів 11 класів мовою навчання є російська.
У 2008 році був відкритий перший у Київській області, Білоцерківський колегіум, який зайняв передові місця у місті. Вже в 2010 році з нього були випущені перші випускники.

## Дошкільна освіта
Мережа дошкільних закладів представлена 38 об'єктами різного типу:
- 4 дошкільні навчальні заклади загального розвитку
- 2 дошкільні навчальні заклади санаторного типу
- 28 дошкільні навчальні заклади комбінованого типу
- 2 Центри розвитку дитини
- 2 дошкільні підрозділи навчально-виховних комплексів

## Позашкільна освіта

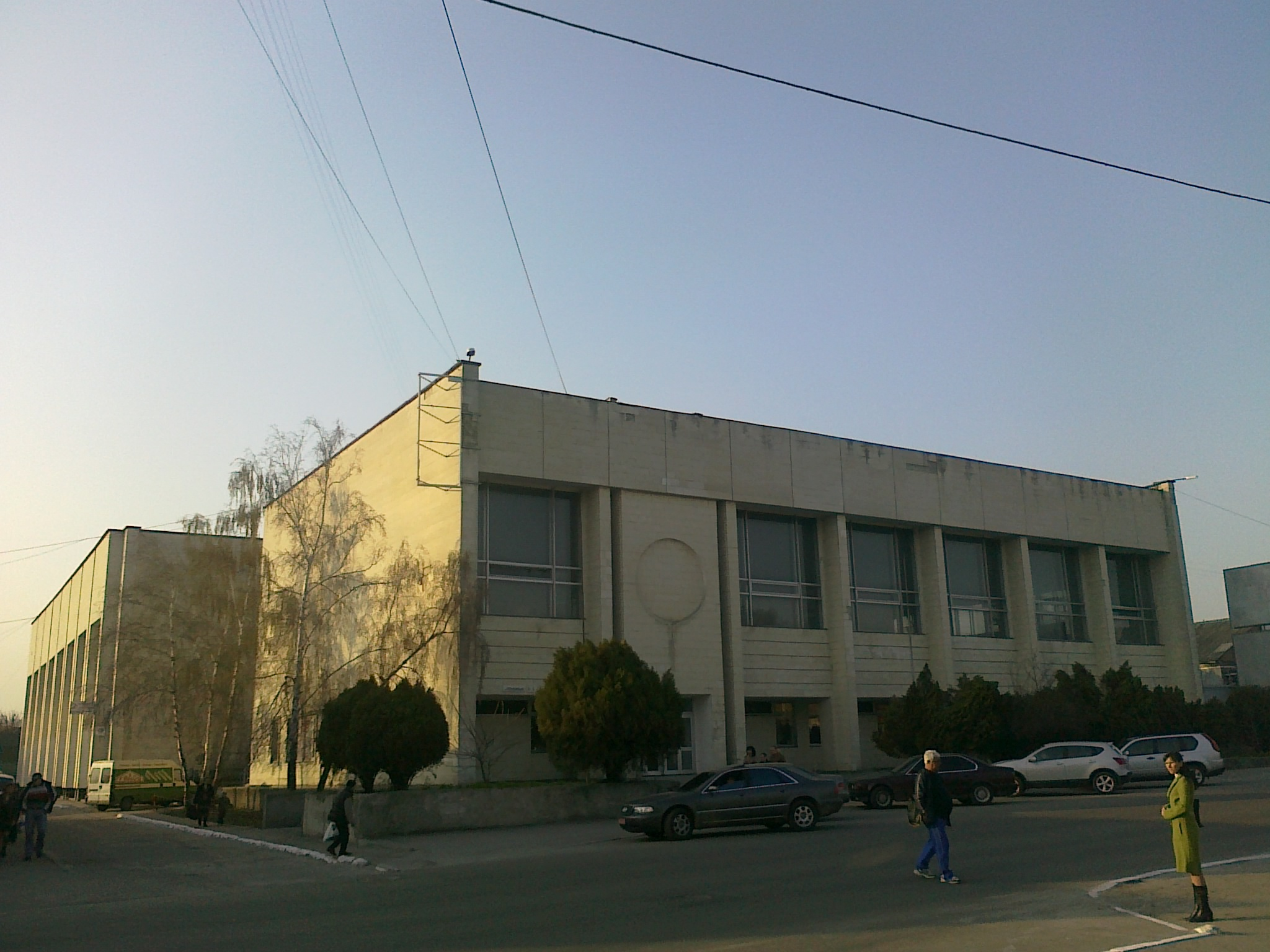
Дитячо-юнацька спортивна школа № 1

У Білій Церкві функціонує 6 позашкільних закладів:
- Центр творчості дітей та юнацтва «Соняшник»
- Станція юних техніків
- Станція юних натуралістів
- Дитячо-юнацький фізкультурно-спортивний клуб
- Дитячо-юнацька спортивна школа № 1
- Дитячо-юнацька спортивна школа № 2

У позашкільних навчальних закладах навчається 6830 учнів, що становить 32 % від загальної кількості дітей шкільного віку. У загальноосвітніх навчальних закладах створено 760 гуртків різного напряму, в них навчається 11372 учня.
Позашкільна освіта здійснюється за 10 напрямами: художньо-естетичний (28 %), еколого-натуралістичний (12 %), науково-технічний (12 %), туристсько-краєзнавчий (14 %), дослідницько-експериментальний (3 %), військово-патріотичний (3 %), гуманітарний (3 %), бібліотечно-бібліографічний (2 %), соціально-реабілітаційний (1 %), фізкультурно-спортивний (22 %).
Також в місті діє розгалужена мережа початкових спеціалізованих мистецьких навчальних закладів.
| № | Назва закладу                            | Відділення                                                        |
| - | ---------------------------------------- | ----------------------------------------------------------------- |
| 1 | Білоцерківська школа мистецтв № 1        | - музичне — вокально-хорове - образотворче - комп'ютерної графіки |
| 2 | Білоцерківська дитяча музична школа № 2  | - музичне - вокально-хорове                                       |
| 3 | Білоцерківська музична школа № 3         | - музичне - вокально-хорове                                       |
| 4 | Білоцерківська дитяча школа мистецтв № 4 | - музичне — вокально-хорове - образотворче - хореографічне        |
| 5 | Білоцерківська школа мистецтв № 5        | - музичне - вокальне - образотворче - хореографічне               |
| 6 | Білоцерківська школа мистецтв № 6        | - музичне                                                         |

## Вища освіта

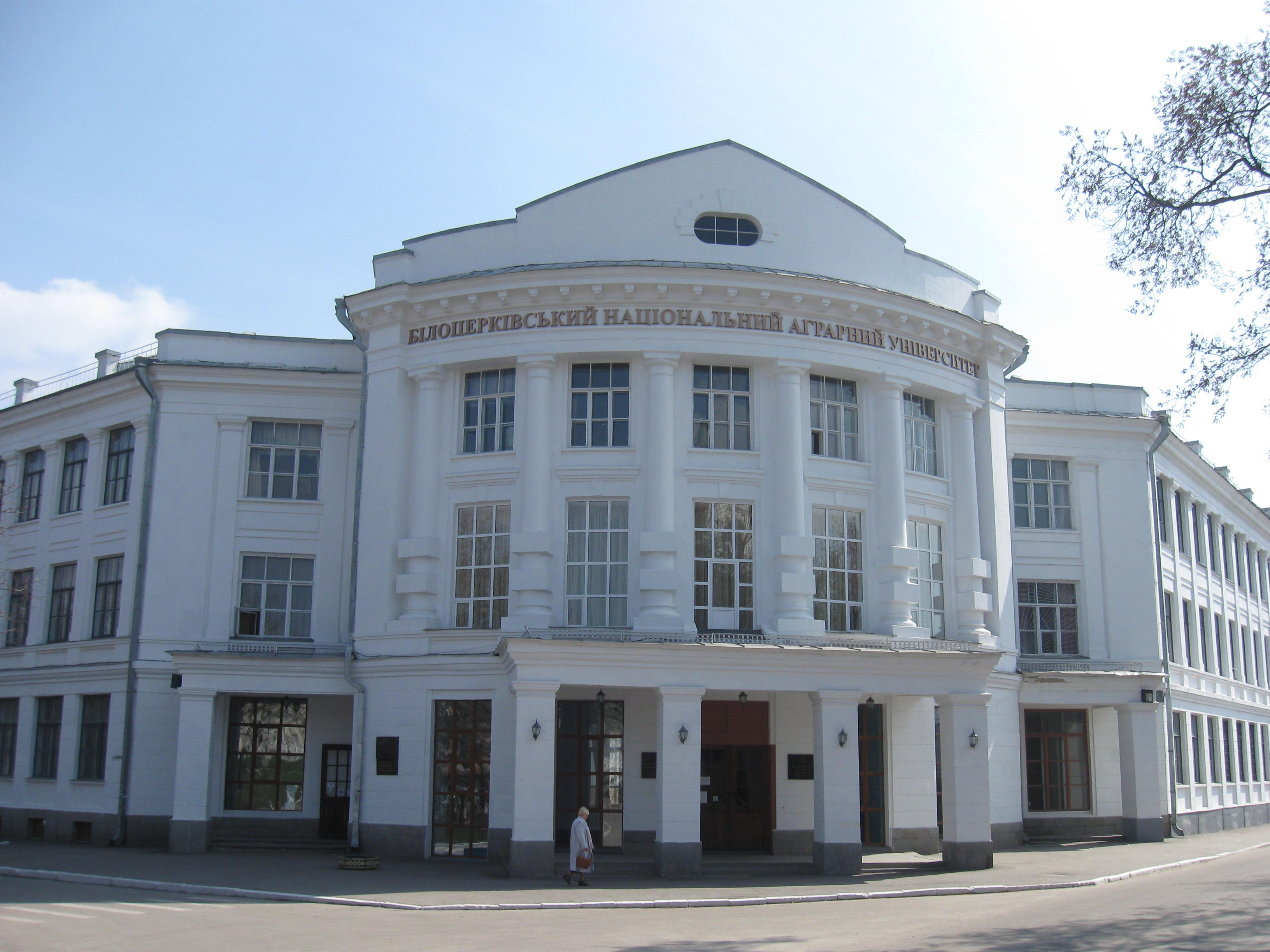
Білоцерківський національний аграрний університет

Технолого-економічний коледж БНАУ

В місті Біла Церква функціонують 12 вищих навчальних закладів.
Наукові установи
- Державний дендрологічний парк «Олександрія» НАН України

Вищі заклади освіти III та IV рівнів акредитації
- Білоцерківський інститут неперервної професійної освіти ДВНЗ «Університет менеджменту освіти» — вулиця Леваневського, 52/4
- Білоцерківський національний аграрний університет — Соборна площа, 8/1
- Білоцерківський інститут економіки та управління ВНЗ «Відкритий міжнародний університет розвитку людини „Україна“» — 2-й провулок Героїв Крут, 42
- Білоцерківський ЦДЗН ВНЗ «Східноєвропейський університет економіки і менеджменту» — Сквирське шосе, 260а

Вищі заклади освіти І та II рівнів акредитації
- Технолого-економічний коледж БНАУ — вулиця Ярослава Мудрого, 25/2
- КВНЗ «Білоцерківський гуманітарно-педагогічний коледж» — вулиця Ярослава Мудрого, 47
- КВНЗ «Білоцерківський медичний коледж» — вулиця Сквирське шосе, 240
- Білоцерківський технічний коледж ТСО України — вулиця Матросова, 50
- ВНЗ «Білоцерківський механіко-енергетичний технікум» — вулиця Леваневського, 52/4
- Білоцерківський коледж сервісу та дизайну — вулиця Шевченка, 91
- Білоцерківська філія Одеської державної академії технічного регулювання та якості — вулиця Січневого прориву, 84
- Білоцерківський коледж фінансів обліку та аудиту Національної академії статистики обліку та аудиту — вулиця Г. Ковбасюка, 15